# Epilobium tasmanicum
Epilobium tasmanicum är en dunörtsväxtart som beskrevs av Haussk.. Epilobium tasmanicum ingår i släktet dunörter, och familjen dunörtsväxter. Inga underarter finns listade i Catalogue of Life.